# Heliopithecus
Heliopithecus es un género extinto de primates catarrinos de la familia Proconsulidae que existieron hace 16 millones de años durante el Mioceno. Restos fragmentarios de fósiles de dientes de la mandíbula y un diente aislado se encontraron en Arabia Saudí, que han sido descritos como pertenecientes alH. leakeyi. Algunos autores consideran a Heliopithecus como sinónimo de Afropithecus.

## Descubrimiento y clasificación
Restos fósiles de un maxilar superior izquierdo y cuatro dientes aislados fueron desenterrados en Ad Dabtiyah, Arabia Saudita en 1978 y fueron nombrados por Andrews y Martin en 1987. Fue designado como Afropithecini por Andrews en 1992 y posteriormente reasignado a Proconsulidae en 2010 por Zalmout et. al.

## Descripción de los restos fósiles
El maxilar se caracteriza por un paladar poco profundo y estrecho con las hileras de dientes paralelas. Los premolares superiores son más grandes en comparación con los molares, con respecto a los molares superiores son ligeramente más anchos que largos. Los dientes de la mejilla superior son de corona baja con esmalte grueso.

## Diferencia con otros géneros emparentados
De los estudios realizados sobre las características dentales de Heliopithecus, se ha sugerido por Andrews y Martin, que Heliopithecus puede ser sinónimo de Afropithecus y de Morotopithecus - un punto de vista apoyado por Richard Leakey. Las similitudes entre estos géneros son sus grandes premolares y molares superiores "con un menor desarrollo del cíngulo lingual y más cúspides bunodontas". Sin embargo, la opinión general es que  Heliopithecus es independiente y más primitivo que Afropithecus y Morotopithecus. Esta opinión es apoyada por el hecho de que Heliopithecus tiene los dientes de la mandíbula más anchos y un cíngulo lingual más desarrollado, en comparación con Afropithecus. Heliopithecus difiere de Morotopithecus en que tiene un paladar estrecho y dientes de la mejilla superior y cíngulo lingual más desarrollados.
En comparación con los primeros proconsuloides del Mioceno, Heliopithecus tiene dientes y mandíbulas más poderosas, estas características pueden haber jugado un papel clave en la propagación de homínidos de África a Eurasia, hace 17 millones de años - un momento en que bajó el nivel del mar y como resultado la Península arábiga se conectó directamente a África del Este.